# West Lafayette, Indiana
West Lafayette är en stad (city) i Tippecanoe County, i delstaten Indiana, USA. Enligt United States Census Bureau har staden en folkmängd på 29 921 invånare (2011) och en landarea på 19,7 km².
I staden finns Purdue University.
Saab AB har sedan 2021 en flygplansfabrik i staden för att tillverka bakdelen av skolflygplanet Boeing-Saab T-7 Red Hawk.